# Marolles-lès-Saint-Calais
Marolles-lès-Saint-Calais là một xã trong tỉnh Sarthe trong vùng Pays-de-la-Loire ở tây bắc nước Pháp. Xã này có diện tích 12,1 km2, dân số năm 2006 là 267 người.